# Bibbidi-Bobbidi-Boo
Bibbidi-Bobbidi-Boo ist ein Lied aus dem Soundtrack des Films Cinderella aus dem Jahr 1950. Komponiert und getextet wurde der Song von Jerry Livingston, Al Hoffman und Mack David. Gesungen wird er im Film von Verna Felton. Das Lied ist auch als The Magic Song bekannt. Es existiert eine deutsch synchronisierte Fassung, in der Anneliese Würtz das Lied singt. Der Text des Songs ergibt keinen Sinn und setzt sich, wie schon das Bibbidi-Bobbidi-Boo vermuten lässt, aus weiteren ähnlichen Buchstabenkombinationen zusammen. Die ursprüngliche Aufnahme von 1949 enthält jedoch einige Zeilen, die in die Disney-Version von 1950 keinen Eingang mehr fanden. Auch das Tempo der Aufnahmen ist unterschiedlich.
In der populären Radiosendung My Favorite Husband, die am 27. Juli 1950 ausgestrahlt wurde, machte man sich lustig über den Text des Liedes, das eigentlich nur Unsinnsworte enthalte.

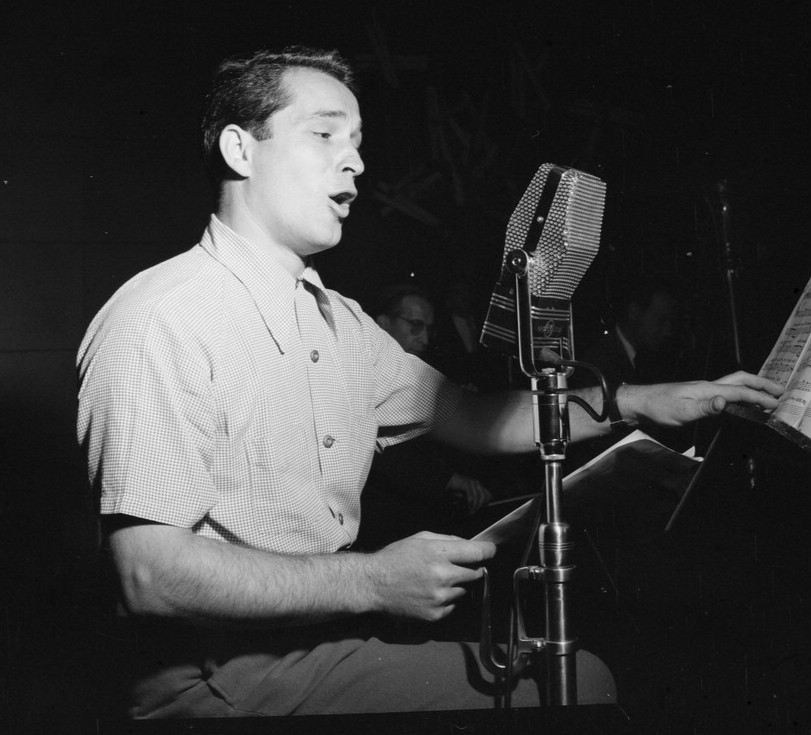
Perry Como, der die erfolgreichste Version des Liedes sang.
Fotografie von William P. Gottlieb
(etwa Oct. 1946).

## Werdegang und Coverversionen
Ilene Woods and The Woodsmen nahmen das Lied zusammen mit Harold Mooney and His Orchestra bereits am 26. Oktober 1949 auf, veröffentlicht von RCA Victor Records. Diese Version erreichte Rang 14 in den Billboard Charts. Dieselbe Aufnahme wurde in Großbritannien von EMI veröffentlicht.
Die populärste Aufnahme des Songs stammt von Perry Como and The Fontane Sisters. Sie wurde am 7. November 1949 aufgezeichnet und ebenfalls von RCA Victor Records als Single veröffentlicht. Auf der Rückseite der Single war das Lied A Dream Is a Wish Your Heart Makes. Comos Version des Liedes erreichte im Januar 1950 Platz 14 der US-Billboard-Charts und konnte sich sechs Wochen in der Rangliste behaupten. Unter Perry Comos Aufnahmen, die er zusammen mit The Fontane Sisters veröffentlichte, nahm das Lied bei vierzehn gemeinsamen Aufnahmen Rang 9 ein.
Jo Stafford und Gordon MacRae veröffentlichten bei Capitol Records ebenfalls eine Aufnahme des Songs und brachten es im Jahr 1949 auf Platz 13 in den US Billboard-Charts. Sie hielten sich sieben Wochen in den Charts. Laut des Musikmagazins Cashbox, das die Rekorde aller verkauften Singles listet, erreichte der Song auf dieser Liste Platz 7. Dinah Shore nahm den Song im September 1949 ebenfalls auf. Sie war mit dem Song 1950 eine Woche in den US Billboard-Charts auf Platz 25 gelistet. In ihrer persönlichen Bestenliste ihrer 96 erfolgreichsten Songs rangiert das Lied auf Rang 69.
Von Louis Armstrong existiert ebenso eine Version von Bibbidi-Bobbidi-Boo wie von Bing Crosby, beide aus dem Jahr 1950. Jack Pleis & His Orchestra veröffentlichte das Lied 1955 auf seinem Album Music from Disneyland.
Das Lied fand außerdem Verwendung während des Gatorade Shower 2014. 
Die Disney-Studios verwendeten den Song erneut in ihrem Blockbuster Cinderella aus dem Jahr 2015, in dem Lily James in der Hauptrolle zu sehen ist. Der Song wird dort von Helena Bonham Carter, die die gute Fee spielt, interpretiert und ist als letztes Lied des Films im Abspann zu hören. Ihre Version ist als 30. Lied des Soundtracks gelistet.
Zu Weihnachten 2022 und 2023 verwendete Aldi den Song zur Untermalung seiner Werbung.

## Auszeichnung/Nominierung
1951 waren Jerry Livingston, Al Hoffman und Mack David mit Bibbidi-Bobbidi-Boo in der Kategorie „Bester Song“ für einen Oscar nominiert. Die Auszeichnung ging jedoch an Ray Evans und Jay Livingston für ihr Lied Mona Lisa aus dem Filmdrama Captain Carey, U.S.A. Cinderella erhielt außerdem Oscarnominierungen in den Kategorien „Beste Filmmusik“ und „Bester Tonschnitt“. 